# Conny Pohlers
Conny Pohlers (Halle, Alemania Oriental, 16 de noviembre de 1978) es una exfutbolista alemana que jugaba como delantera.
Se formó en el FSV Halle 67 (1985-94), en la RD Alemana. En la Bundesliga jugó en el Turbine Potsdam (1994-07), el 1.FFC Frankfurt (2007-11) y el VfL Wolfsburgo (2011-14). Ganó la Champions League con los tres: en 2005 con el Turbine, en 2008 con el Frankfurt y en 2013 con el Wolfsburgo. Fue la máxima goleadora de la Bundesliga en 2002, 2006 y 2011.
También jugó entremedias en Estados Unidos, con el Atlanta Beat de la WUSA (2004) y el Washington Spirit de la NWSL (2013). 
Jugó con la selección alemana entre 2001-11, y marcó 28 partidos en 67 goles. Ganó el Mundial 2003 y el bronce en los Juegos Olímpicos de Atenas.
Se retiró tras la temporada 2013-14.

## Títulos

### Campeonatos nacionales
| Título                              | Club                   | País     | Año         |
| ----------------------------------- | ---------------------- | -------- | ----------- |
| Copa de fútbol femenino de Alemania | 1. FFC Turbine Potsdam | Alemania | 2004        |
| Copa de fútbol femenino de Alemania | 1. FFC Turbine Potsdam | Alemania | 2005        |
| Copa de fútbol femenino de Alemania | 1. FFC Turbine Potsdam | Alemania | 2006        |
| Copa de fútbol femenino de Alemania | 1. FFC Frankfurt       | Alemania | 2008        |
| Copa de fútbol femenino de Alemania | 1. FFC Frankfurt       | Alemania | 2011        |
| Copa de fútbol femenino de Alemania | VfL Wolfsburgo         | Alemania | 2013        |
| Bundesliga                          | 1. FFC Turbine Potsdam | Alemania | 2003 - 2004 |
| Bundesliga                          | 1. FFC Turbine Potsdam | Alemania | 2005 - 2006 |
| Bundesliga                          | 1. FFC Frankfurt       | Alemania | 2007 - 2008 |
| Bundesliga                          | VfL Wolfsburgo         | Alemania | 2012 - 2013 |
| Bundesliga                          | VfL Wolfsburgo         | Alemania | 2013 - 2014 |

### Campeonatos internacionales
| Título                                   | Equipo                 | Sede final        | Año  |
| ---------------------------------------- | ---------------------- | ----------------- | ---- |
| Copa Mundial Femenina de Fútbol          | Alemania               | Estados Unidos    | 2003 |
| Juegos Olímpicos de Atenas 2004 (Bronce) | Alemania               | Grecia            | 2004 |
| Liga de Campeones femenina de la UEFA    | 1. FFC Turbine Potsdam | Suecia / Alemania | 2005 |
| Eurocopa Femenina                        | Alemania               | Inglaterra        | 2005 |
| Copa de Algarve                          | Alemania               | Portugal          | 2006 |
| Liga de Campeones femenina de la UEFA    | 1. FFC Frankfurt       | Suecia / Alemania | 2008 |
| Juegos Olímpicos de Pekín 2008 (Bronce)  | Alemania               | China             | 2008 |
| Liga de Campeones femenina de la UEFA    | VfL Wolfsburgo         | Inglaterra        | 2013 |
| Liga de Campeones femenina de la UEFA    | VfL Wolfsburgo         | Portugal          | 2014 |